# ATX Open 2023
ATX Open 2023 este un turneu de tenis feminin care se joacă pe terenuri dure în aer liber. Este prima ediție a ATX Open și face parte din Circuitul WTA 2023. Turneul are loc la Venue ATX din Austin, Texas, Statele Unite, în perioada 27 februarie – 5 martie 2023, marcând revenirea turneului WTA în Texas după o absență de unsprezece ani.

## Campioni

### Simplu
Pentru mai multe informații consultați ATX Open 2023 – Simplu

### Dublu
Pentru mai multe informații consultați ATX Open 2023 – Dublu

## Puncte și premii în bani

### Distribuția punctelor
| Probă  | C   | F   | SF  | QF | R16 | R32 | Q   | Q2  | Q1  |
| Simplu | 280 | 180 | 110 | 60 | 30  | 1   | 18  | 12  | 1   |
| Dublu  | 280 | 180 | 110 | 60 | 1   | N/A | N/A | N/A | N/A |